# Easton Diversion Dam
Der Easton Diversion Dam ist ein Staudamm am Yakima River im westlichen Kittitas County bei Easton, Washington. Der Damm ist 20 m (66 Fuß) hoch und entlang des Kammes 76 m (248 Fuß) lang.

## Geschichte
Der Bau des Staudamms begann 1928 und wurde im folgenden Jahr abgeschlossen. Gegenwärtig befindet er sich im Besitz des Bureau of Reclamation und wird vom Kittitas Reclamation District betrieben.